# Tachometer

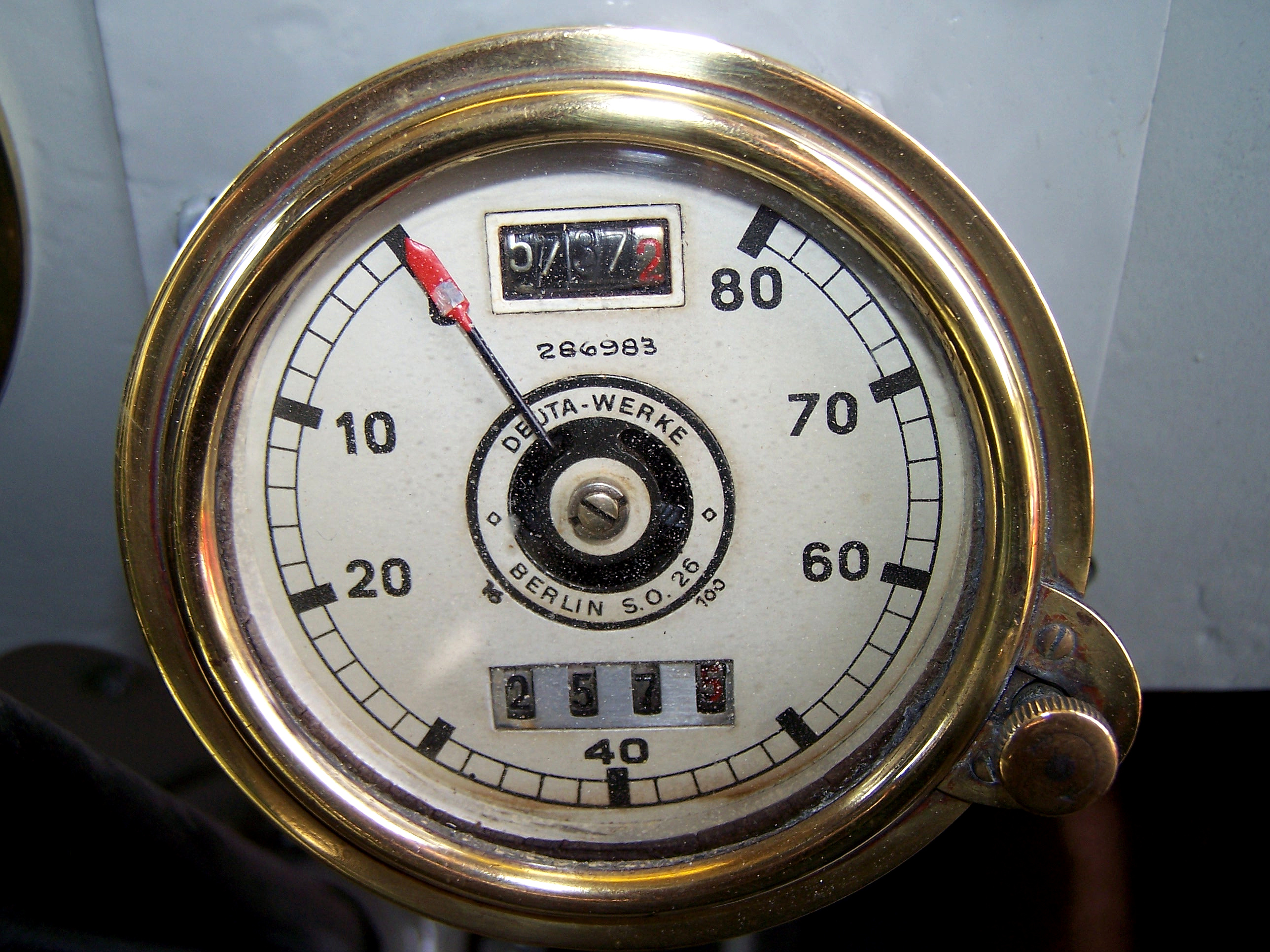
Deuta-Tachometer eines historischen DAAG-Postbusses aus dem Jahr 1925

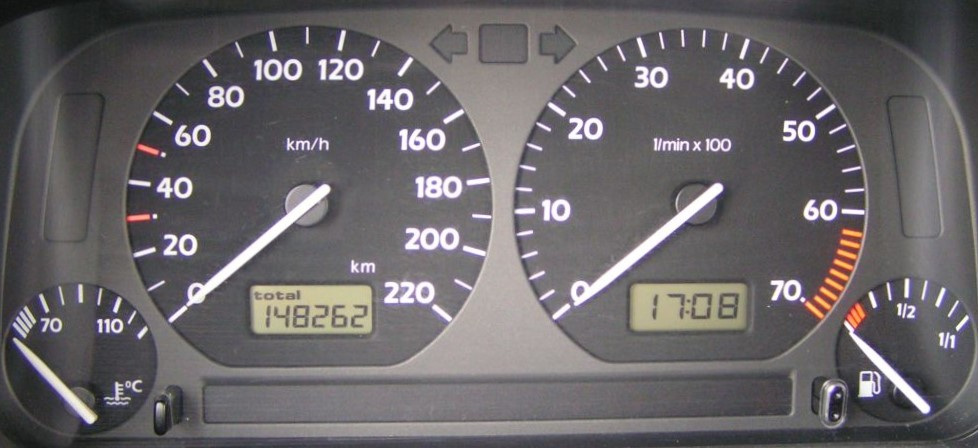
Tachometer und Drehzahlmesser (VW Golf 3, Impulszählung)

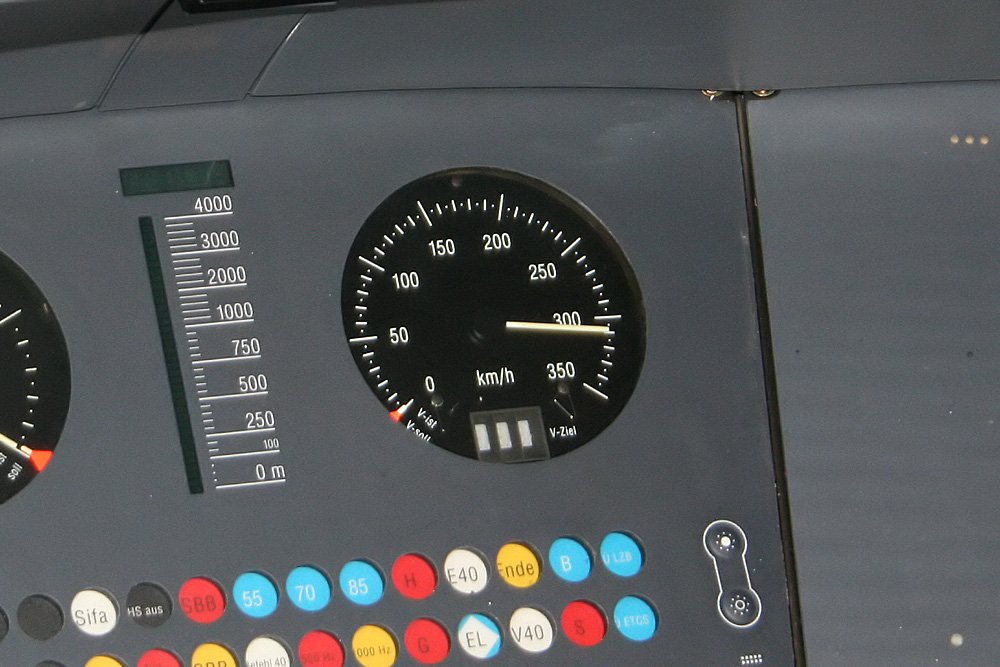
Geschwindigkeitsmesser in der MFA20 eines ICE 3

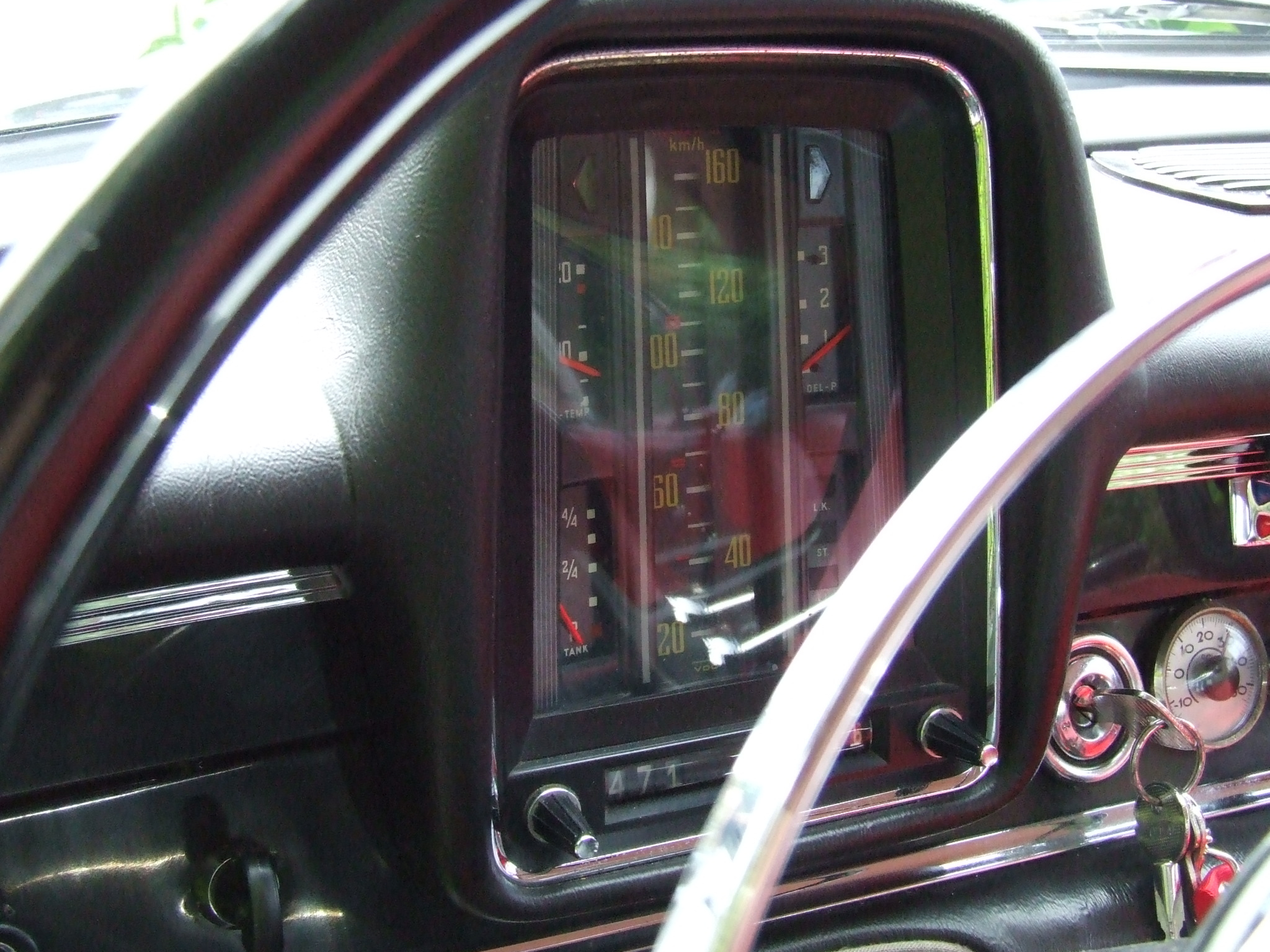
Walzentacho in einem Mercedes-Benz W110

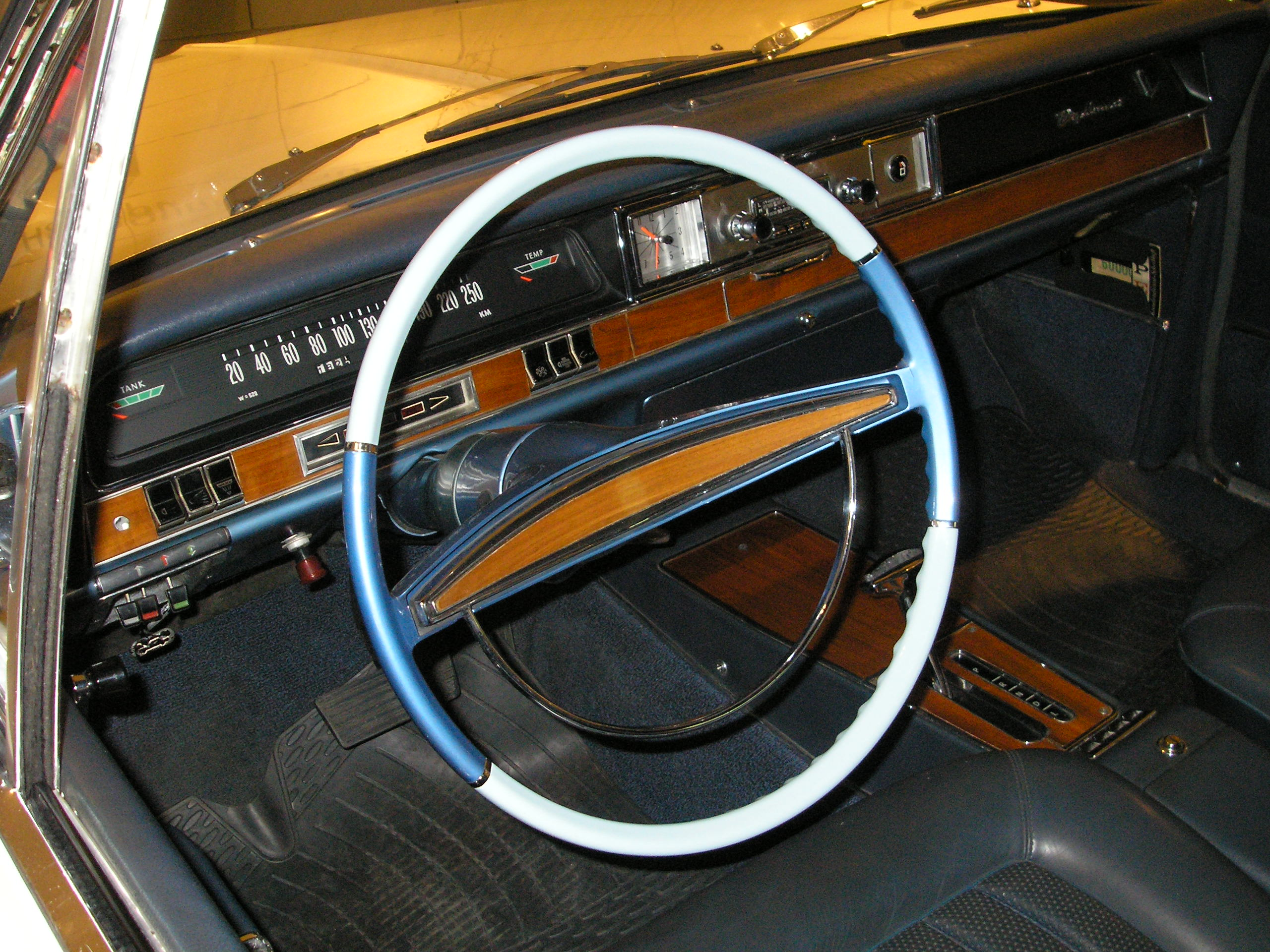
Bandtacho in einem Opel Diplomat

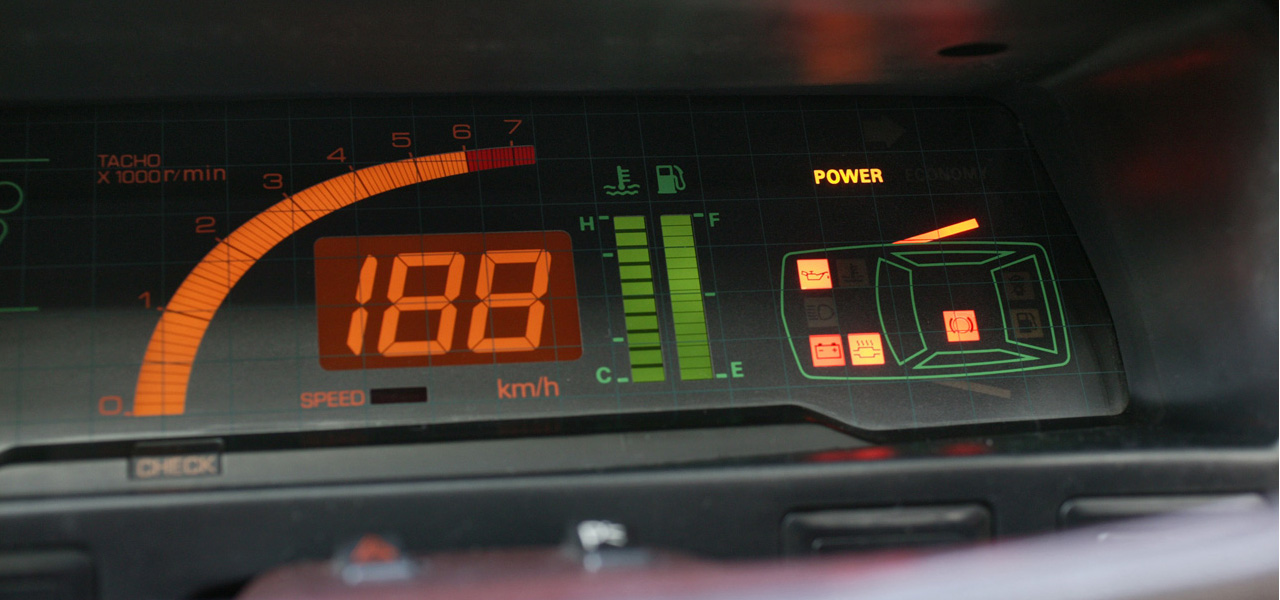
Frühe Digitalanzeige im Mitsubishi Cordia (ab 1982)

Ein Tachometer (von altgriechisch ταχύς tachýs „schnell“ und μέτρον métron „Maß, Maßstab“) ist ein Gerät zur Messung und Darstellung des Betrags der Geschwindigkeit eines Landfahrzeugs. Üblicherweise erfolgt eine analoge Anzeige auf einer Skala durch die „Tachonadel“ (Zeigertachometer). In seltenen Fällen wird eine – ebenfalls analoge – Balkenanzeige (Walzentacho) oder die digitale Darstellung mittels Ziffernanzeige (Digitaltacho) oder einer Balkenanzeige durch ein LC-Display verwendet. Werden die Werte aufgezeichnet, spricht man von einem Tachographen oder Fahrtenschreiber. Stammt das Geschwindigkeitssignal aus einem Rechner, an den womöglich mehrere Geschwindigkeitssensoren angeschlossen sind, heißt der sichtbare Teil fachsprachlich Anzeiger. Der Gesetzgeber bezeichnet das Ganze als „Geschwindigkeitsmessgerät“, den Teil, der die Anzeige enthält, als „Geschwindigkeitsmesser“. Meist ist mit dem Tachometer auch der Kilometerzähler (Hodometer) verbunden, da sie einen gemeinsamen Antrieb haben.

## Geschichte und Funktionsprinzipien

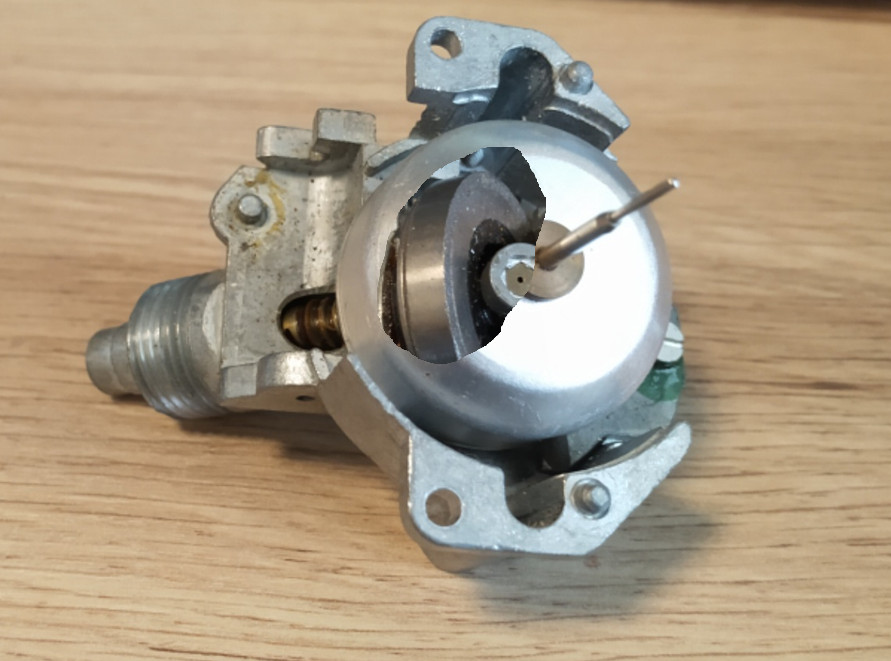
Detaildarstellung des Tachonadelantriebs eines Wirbelstromantriebs mit aufgeschnittener Aluminium-Glocke

Die meisten Tachometer sind vom Messprinzip her eigentlich Drehzahlmesser, weil die Geschwindigkeit des Fahrzeugs indirekt anhand der Winkelgeschwindigkeit der treibenden Räder gemessen wird. Die ersten, rein mechanischen Drehzahlmesser beruhten auf der Zentrifugalkraft. Diedrich Uhlhorn verwendete dies erstmals 1817 für Textilmaschinen. Ab 1844 wurde dieses Messprinzip auf Lokomotiven eingesetzt – der Daniel-Tachometer für Lokomotiven hatte dabei keine Rundanzeige, sondern noch eine Pappscheibe mit Stift – ein Zentrifugalpendel bewirkte eine Anhebung des Stiftes und ein Uhrwerk drehte die Scheibe.
Beim 1888 von dem Kroaten Josip Belušić unter dem Namen »Velocimeter« patentierten Wirbelstromtachometer dreht sich ein Dauermagnet und erzeugt in einer davor angebrachten Metallscheibe oder Glocke aus Aluminium Wirbelströme. Die zusätzliche Feldenergie der Wirbelströme würde vermieden, wenn die drehbar gelagerte Scheibe mitrotieren würde. Daran wird sie aber durch eine Rückstellfeder gehindert. Das Magnetfeld steigt linear mit der Geschwindigkeit, die Feldenergie quadratisch, die Kraftwirkung als deren Ableitung wieder linear, ebenso wie die Rückstellkraft der Feder mit ihrer Winkelauslenkung. Damit ist die Auslenkung der mit einem Zeiger versehenen Scheibe proportional zur Drehzahl. Der Zeiger ist mit einer kalibrierten Skala hinterlegt. Das verwendete Magnetmaterial hat eine hohe Curie-Temperatur, um den Temperaturgang des Messfehlers klein zu halten.
1902 entwickelte der deutsche Erfinder Otto Schulze den Wirbelstrom-Tachometer, eine Konstruktion für Straßenfahrzeuge. Dabei setzte Schulze auf eine biegsame Welle (Tachowelle), mit der die Drehzahl des Rades oder des Getriebes zum Tacho übertragen wird und dort einen Magneten in eine Rotationsbewegung versetzte. Diese Tachowelle war anfällig für Verschleiß und verursachte bei zu großer Reibung durch Ruckeln eine unruhige Anzeige. Bei langen Übertragungswegen, etwa in Schienenfahrzeugen, wurde statt der Tachowelle ein Drehmelder eingesetzt. Der Drehmeldeempfänger am Ende der elektrischen Verbindung saß im Anzeiger und trieb dort einen Wirbelstromtachometer an. Einfacher war, die Wechselspannung eines Tachogenerators gleichzurichten und die – bei geringer Drehzahl allerdings wellige – Gleichspannung mit einem Drehspulinstrument anzuzeigen.
Inkrementalgeber erzeugen eine geschwindigkeitsproportionale Frequenz, die mit einer Analogschaltung in eine Spannung umgesetzt werden kann. Erstes Serienfahrzeug mit einem derartigen System war der Porsche 911 Turbo. Der Geber im Ausgleichsgetriebe bestand aus einem magnetischen Polrad und einem Reedkontakt. Moderne Autos haben Geber an jedem Rad (für ABS, ASR, ESP, Navi), deren Frequenz mit einem Mikrocontroller erfasst wird. Primäres Messergebnis ist dabei die Anzahl von Impulsen innerhalb eines bestimmten Messintervalls oder besser die Periodendauer zwischen Signalflanken.
Auch die Anzeigen haben sich gewandelt. Um 1960 waren sogenannte Walzen- oder Bandtachometer bei Pkw in Mode. Die vertikale Bauform gab es etwa bei der verbreiteten Mercedes-Benz Baureihe 110 (Heckflosse) und dem Auto Union 1000. Viele Opel-Modelle der 1960er Jahre besaßen, amerikanischen Vorbildern folgend, horizontal orientierte Bandtachos. Später wurden diese wieder von den klassischen Rundinstrumenten verdrängt. Digitale Anzeigen wie das Digifiz wurden ab 1986 als aufpreispflichtiges Extra angeboten, konnten sich aber ebenfalls nicht durchsetzen. Inzwischen werden die Zeiger über einen größeren Winkel völlig linear und temperaturunabhängig von einem Schrittmotor bewegt oder auf einem Display simuliert, oft in Verbindung mit verschiedenen anderen Anzeigen, siehe Kombiinstrument und Multifunction-Display. Bei anderen Varianten wird gerade darauf Wert gelegt, dass bestimmte wichtige Geschwindigkeitsbereiche gespreizt dargestellt werden, damit der Fahrer sie präziser ablesen kann. Vor allem in Head-up-Displays wird die Geschwindigkeit heutzutage aber häufig auch als Zahlenwert angezeigt.

## Messfehler und Toleranzen
Unter ETCS beträgt die zulässige Grenze für den Messfehler unterhalb von 30 km/h konstant 2 km/h und nimmt darüber linear zu, bis auf 12 km/h bei 500 km/h. Für Kraftfahrzeuge in Europa und vielen anderen Ländern gilt, dass die angezeigte Geschwindigkeit nicht unterhalb der tatsächlich gefahrenen liegen, aber nach oben um max. 10 % v + 4 km/h abweichen darf (sog. Tachovoreilung).
Alle hier vorgestellten Methoden der Geschwindigkeitsmessung basieren nicht auf der direkten Messung der in einer bestimmten Zeit zurückgelegten Wegstrecke, sondern auf einer Drehzahlmessung und sind daher abhängig vom Abrollumfang der Räder. Werden Reifen mit anderem Abrollumfang montiert, ist eine Tachojustierung nötig. Auch das Fahren mit falschem Reifenluftdruck kann erhebliche Abweichungen verursachen. Weitere, eher kleine Fehlerbeträge entstehen dynamisch: Zum einen vergrößert sich durch Fliehkräfte mit zunehmender Geschwindigkeit der Reifendurchmesser (bei Diagonalreifen ist dieser Effekt größer als bei Radialreifen), zum anderen führt der Schlupf dazu, dass der Abrollumfang des Reifens kein exaktes Maß für die tatsächlich zurückgelegte Wegstrecke ist.
Reifenverschleiß verringert theoretisch den Abrollumfang durch den Reifenabrieb. In der Praxis bleibt der Abrollumfang bei zunehmendem Verschleiß jedoch in etwa konstant oder kann sogar etwas größer werden, weil durch die einwirkenden Fliehkräfte mit zunehmender Laufleistung ein dauerhaftes Reifenwachstum eintritt, das den Reifenabrieb überkompensiert. Bei Schienenfahrzeugen hingegen betragen die verschleißbedingten Abweichungen bis über 10 % und müssen korrigiert werden.
Die Messunsicherheit des Tachometers setzt sich aus noch weiteren Fehlergruppen zusammen: Der Grundfehler des Tachometers ergibt sich aus Fertigungstoleranzen, schwankenden Materialeigenschaften und Ungenauigkeiten bei der Montage. Herstellerseitig wird er so justiert, dass sich im Durchschnitt eine deutlich positive Abweichung ergibt. Denn als Zusatzfehler können sich in der Praxis von den Standardbedingungen abweichende Umgebungstemperatur, Einbaulage im Fahrzeug und Schwingungsbelastung erheblich auswirken und dürfen nicht zu einer zu geringen Geschwindigkeitsanzeige führen. Hinzu kommt schließlich der Ablesefehler, der sich aus dem Parallaxefehler, dem Interpolieren aufgrund der Stufen in der Tachometerskala und Ungenauigkeiten durch Zeigerpendeln zusammensetzt.

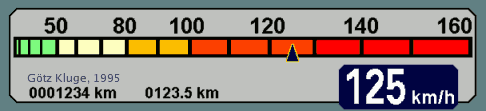
Ein energieproportionaler Tachometer zeigt indirekt die Länge des Bremsweges an

Tachometer zeigen die Geschwindigkeit graphisch häufig linear bzw. mit äquidistanten Teilstrichen an, wofür es jedoch kein rechtliches Erfordernis gibt. In manchen Fahrzeugen wird z. B. der Bereich 50–60 km/h geweitet oder der Bereich höherer Geschwindigkeiten mit sich verringernden Teilstrich-Abständen dargestellt. Um eine Anzeige proportional zu Bewegungsenergie bzw. erforderlichem Bremsweg und Risiko zu erreichen, kann die Geschwindigkeit auf quasi-logarithmischer Skala dargestellt werden (siehe Abbildung), wie es ähnlich auch bei den Modellen GS und CX von Citroën in den siebziger Jahren erfolgte. Dies führt jedoch zu einer entsprechend schwer ablesbaren Geschwindigkeit im unteren Geschwindigkeitsbereich.

## Geschwindigkeitsanzeige

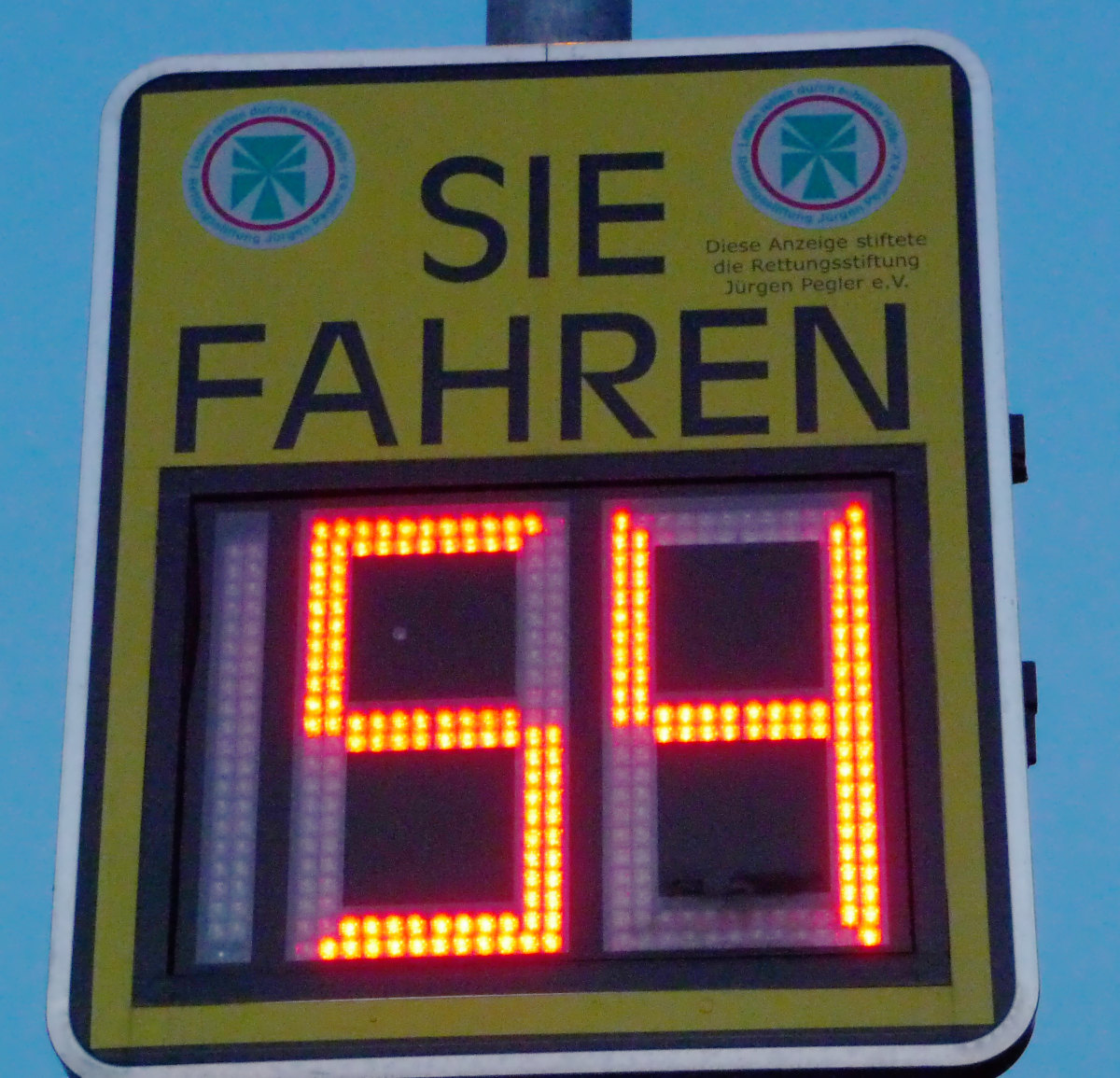
Geschwindigkeitsanzeigeanlage

Geschwindigkeitsanzeigen am Straßenrand dienen als Rückmeldung für Führer von Kraftfahrzeugen und ermahnen zur Einhaltung von Tempolimits.
Die Unfallforschung der Versicherer (UDV) führte in der 2010 veröffentlichten Untersuchung Evaluation dynamischer Geschwindigkeitsrückmeldung einen Vergleich dieser dynamischen Geschwindigkeitsanzeigen mit dem sogenannten Dialog-Display durch. Obwohl das Dialog-Display die gefahrene Geschwindigkeit nicht anzeigt und lediglich durch die Anzeige von „Danke“ und „Langsam“ lobt und tadelt, zeigten sich stärkere und dauerhafte Rückgänge der Durchschnittsgeschwindigkeiten.